# Peroxidový proces
Peroxidový proces je metoda průmyslové výroby hydrazinu.
V tomto procesu se jako oxidační činidlo používá peroxid vodíku namísto dříve používaného chlornanu sodného. Jeho hlavní výhodou oproti Olin-Raschigově procesu je skutečnost, že při něm nevznikají vedlejší produkty v podobě solí, a tedy šetrnost vůči životnímu prostředí. Jelikož se ročně vyrobí tisíce tun hydrazinu, tak má tento postup velký význam.

## Průběh

### Tvorba ketazinu
Peroxid vodíku se zde obvykle používá společně s acetamidem. Tato směs netreaguje s amoniakem přímo. Nejprve za přítomnosti ethylmethylketonu vzniká oxaziridin:
Kondenzační reakcí vzniká imin:
Me(Et)C=O + NH3 → Me(Et)C=NH + H2O
Poté se imin oxiduje na oxaziridin:
Me(Et)C=NH + H2O2 → Me(Et)CONH + H2O
Kondenzací oxaziridinu s druhou molekulou amoniaku se vytvátřtít hydrazon:
Me(Et)CONH + NH3 → Me(Et)C=NNH2 + H2O
Hydrazon nakonec kondenzuje s druhou molekulou ketonu na ketazin:
Me(Et)C=O + Me(Et)C=NNH2 → Me(Et)C=NN=C(Et)Me + H2O
Reakce obvykle probíhají při teplotě 50 °C a atmosférickém tlaku; poměr látkových množství vody, ketonu a amoniaku je kolem 1:2:4.

### Přeměna ketazinu na hydrazin
V závěrečné fázi procesu dochází k hydrolýze přečištěného ketazinu:
Me(Et)C=NN=C(Et)Me + 2 H2O → 2 Me(Et)C=O + N2H4
Tato hydrolýza je kysele katalyzovaná, a tak je třeba ketazin oddělit od původní reakční směsi obsahující amoniak. Je rovněž endotermická a tak je třeba ji provádět při vyšší teplotě, aby byla rovnováha reakce více posunuta ve prospěch požadovaných produktů: ketonu (který je recyklován) a hydrtátu hydrazinu.
Po reakci je provedena jednoduchá destilace azeotropní směsi (při tlaku 8 bar a teplotě 130 °C v horní a 179 °C ve spodní části destilační apatratury). Hydrazin hydrát (30-45% vodný roztok) se soustřeďuje dole, zatímco keton je vydestilováván nahoře a recyklován.